# دسیکاتور

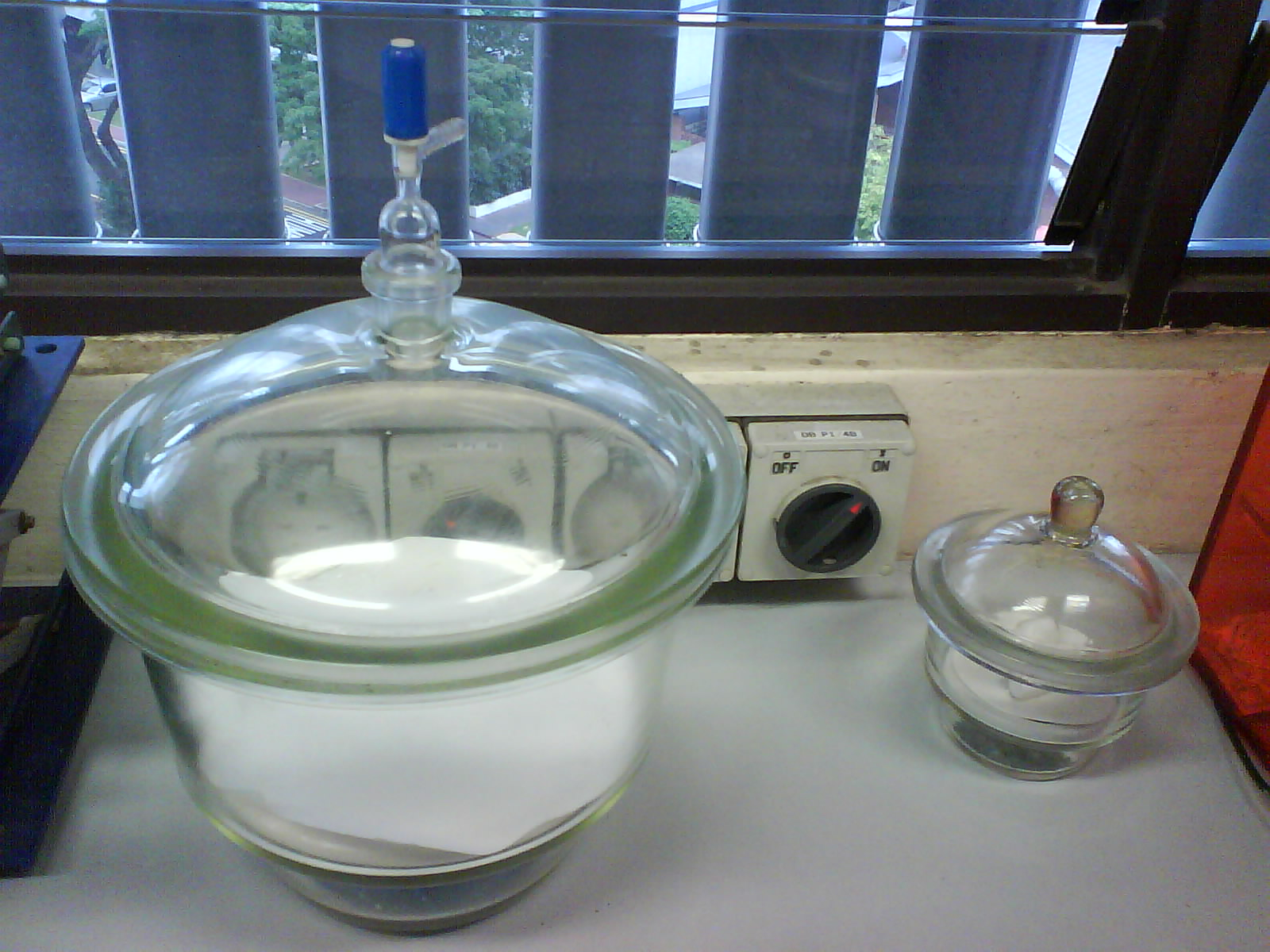
دو نوع دسیکاتور

دسیکاتور (به فرانسوی: Dessiccateur) (به انگلیسی: Desiccator) و به فارسی خشکانه یکی از ابزارهای آزمایشگاهی است که برای خشک کردن و هم‌دما کردن جسم مورد آزمایش در شرایط پایدار از لحاظ رطوبت و به ویژه در مورد مواد جامد و رسوبات از آن استفاده می‌شود. بیشترین و موثرترین کاربرد خشکانه استفاده از آن در سرد کردن یا محافظت مواد شیمیایی حساس به رطوبت یا مواد نم‌گیر (به انگلیسی: Hygroscopic) می‌باشد.
بوته‌های چینی بر روی پایه‌هایی در دسیکاتور قرار گرفته و در حالی که درِ دسیکاتور با گریس سیلیکون چفت می‌شود (برای جلوگیری از اتلاف انرژی و تبادل رطوبت)، تغییرات دمایی بسیار بالا از دماهای بالا تا دمای محیط در شرایط با تبادل رطوبت صفر یا کمترین در دسیکاتور انجام شود.
بیشترین استفاده دسیکاتور در آزمایشگاه‌های شیمی، سرد کردن بوته‌ها یا کروزه‌های چینی یا سرد کردن ظرف توزین پیش از توزین نمونه یا جزء مورد آزمایش در آن است. همچنین مواد خشک شده را هنگام خنک کردن آنها در یک خشکانه نگه می‌دارند که در جلوگیری از جذب مجدد رطوبت کمک می‌کند.  
چندین جسم به عنوان عامل خشک‎‌کننده در خشکانه‌ها به کار برده می‌شوند. در بین این اجسام می‌توان از کلسیم کلرید بی‌آب، کلسیم سولفات، منیزیم پرکلرات بی آب (به انگلیسی: Anhydrone or Dehydrite) و فسفر پنتوکسید نام برد.